# Комаровцы (Барский район)
Кома́ровцы (укр. Комарівці) — село на Украине, находится в Барском районе Винницкой области.
Код КОАТУУ — 0520282203. Население по переписи 2001 года составляет 1161 человек. Почтовый индекс — 23010. Телефонный код — 4341.
Занимает площадь 3,92 км².
В селе действует храм Рождества Пресвятой Богородицы Барского благочиния Винницкой и Барской епархии Украинской православной церкви.

## Адрес местного совета
23010, Винницкая область, Барский р-н, с.Комаровцы, ул.Ленина